# Liste der UNESCO Global Geoparks ohne Kontinentalbezug

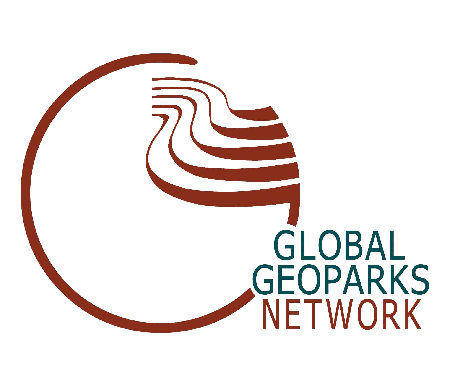
Logo des Global Geopark Network

Auf dieser Seite sind nach Staaten geordnet die Stätten ohne Kontinentalbezug aufgelistet, die von der UNESCO im Rahmen des International Geoscience and Geoparks Programme (IGGP) als UNESCO Global Geopark anerkannt wurden und somit Mitglieder des Global Geopark Network sind.
Die Jahreszahl bezeichnet das Jahr der Anerkennung der Stätte als UNESCO Global Geopark. Jahreszahlen vor 2015 bedeuten, dass der Geopark in diesem Jahr als Mitglied des Global Geopark Network aufgenommen wurde, das 2015 in das IGGP integriert wurde und dessen Mitgliedern dann der Titel UNESCO Global Geopark verliehen wurde. 

## Portugal
| Bild                                       | Bezeichnung          | Jahr | Fläche     | Anmerkungen |
| ------------------------------------------ | -------------------- | ---- | ---------- | --- |
| Satellitenbild der Azoren (weitere Bilder) | Azoren (Lage – Link) | 2013 | 12.884 km² | umfasst die gesamte Landfläche der Inseln der zum Mittelatlantischen Rücken gehörenden Inselgruppe der Azoren und ein Meeresgebiet von etwa 10.000 km² um sie herum |